# Seznam evroposlancev iz Belgije (1994–1999)
Seznam evroposlancev iz Belgije' v mandatu 1994-1999.

## A
- Magda Aelvoet
- Anne André-Léonard

### C
- Raphaël Chanterie

### D
- Willy De Clercq
- Philippe De Coene
- Claude Delcroix
- Gérard Deprez
- Claude Desama
- Karel Dillen

### F
- Daniel Féret

### G
- Mathieu Grosch

### H
- José Happart
- Fernand Herman

### K
- Marie-Paule Kestelijn-Sierens

### L
- Paul Lannoye

### M
- Nelly Maes
- Wilfried Martens
- Philippe Monfils

### N
- Annemie Neyts-Uyttebroeck

### S
- Antoinette Spaak

### T
- Marianne Thyssen
- Leo Tindemans

### V
- Anne Van Lancker

### W
- Frederik Willockx